# Szabadíts meg a gonosztól (film, 2024)
A Szabadíts meg a gonosztól (eredeti cím: The Deliverance) 2024-es amerikai természetfeletti horror-thriller, amelyet David Coggeshall és Elijah Bynum forgatókönyvéből Lee Daniels rendezett. A főbb szerepekben Andra Day, Rob Morgan, Caleb McLaughlin, Aunjanue Ellis-Taylor, Tasha Smith, Omar Epps, Mo’Nique és Glenn Close látható. A filmet az Ammons család kísérteties esete ihlette.
Amerikában 2024. augusztus 16-án került a mozikba, a Netflixen pedig augusztus 30-án jelent meg.

## Cselekmény
Ebony Jackson három gyermek édesanyja: a legidősebb tinédzser fiú, Nate, a kislány, Shante és a kisfiú, Dre. Négyük nemrég költözött új házban, rövid időn belül a harmadikba. Hozzájuk csatlakozott Ebony édesanyja, Alberta, aki rákos. Alberta tudta nélkül, hogy a biztosítása nem fedezi a kezelést, és hogy elkerülje a váltást egy kevésbé jó ellátást nyújtó intézménybe, Ebony zsebből fizeti a kezelést. Emiatt számos kiadással elmaradt.
Ebonynak bűnözői múltja van, ami miatt börtönbe került. Emellett alkoholizmusban is szenvedett, és amikor iszik, fizikailag erőszakoskodik a gyermekeivel. Ez a gyermekvédelmi szolgálat beavatkozásához vezetett, és Cynthiát, az esetfelügyelőt jelölték ki neki, akivel a családnak vitás a viszonya.
Dre egy láthatatlan jelenlétről kezd beszélni, akit Tre-nek hív, és aki szerinte felváltva lakik a pincében és a hálószobai szekrényben. Döglött állatok jelennek meg a pincében, ahol egy nagy lyuk van a befejezetlen betonpadlón, és Dre többször is katatón állapotban eltűnik a pincében. Shante és Nate is szokatlanul kezd viselkedni. Egy részeg estén, amikor Ebony dörömbölést hall a gyerekek hálószobájából, dühösen beront. Alberta hallja a gyerekek sikoltozását, és amikor bejön, egy hatalmas lyukat talál a falban, Ebony pedig a padlón ül egy baseballütővel. Ebony tagadja, hogy bármi rosszat tett volna.
Cynthia felkeresi a lakást, miután nem találja Ebony-t a korábbi címén, és szembesíti őt a gyerekeken lévő zúzódásokkal. Az egész család tagadja Ebony felelősségét. A család észreveszi, hogy egy nő egy autóban figyeli őket, feltételezve, hogy kapcsolatban áll Cynthiával. Aznap az iskolában mindhárom gyereknek megmagyarázhatatlan pszichiátriai eseményei vannak, ami kórházi kezeléshez és kivizsgáláshoz vezet. Az orvosok nem találnak semmi bajt náluk, és hazaküldik őket.
Az autóban ülő nő végül szembesíti Ebony-t, és elmondja neki, hogy ő egy lelkész, akinek köze van a házban 20 évvel korábban történt esethez, amelyben egy anya lemészárolta a családját, és öngyilkos lett. A nő azt állítja, hogy egy démon szállta meg őt, és a démon most Ebony családját szállja meg. Ebony nem hisz neki, de hazatérve azt találja, hogy Albertát megöli Dre és a falon lévő lyuk lángokban áll. A gyerekeket őrizetbe veszik, Ebony-t pedig pszichiátriai vizsgálat alá vetik, de Cynthia meggyőzi őket, hogy ne tegyék Ebony-t kórházba.
Órákkal később Cynthia szemtanúja lesz, ahogy Dre hátrafelé mászik fel a falon, és rájön, hogy valami történik. A lelkész segít Ebonynak elrabolni Dre-t a kórházból, és hazavinni, ahol megkísérlik az ördögűzés egyfajta "szabadításnak" nevezett formáját. A démon Tre segítségével Dre megöli a lelkészt, és harcba száll Ebonyval. Közben a többi gyermekét is megszállja a távolból, és természetfeletti sérülések kezdenek jelentkezni náluk.
A démon majdnem megöli Ebonyt, de az utolsó pillanatban elfogadja Jézust megváltójának, és sikeresen megküzd a démonnal. Hat hónappal később ő és Cynthia megállapodnak abban, hogy együtt dolgoznak a gyerekek teljes felügyeleti jogának visszaállításán, mivel a válság látszólag elmúlt.

## Szereplők
| Szerep                    | Színész               | Magyar hang     |
| ------------------------- | --------------------- | --------------- |
| Ebony Jackson             | Andra Day             | Nádasi Veronika |
| Alberta Jackson           | Glenn Close           | Bánsági Ildikó  |
| Andre Jackson             | Anthony B. Jenkins    | Endrődy Regő    |
| Nathaniel "Nate" Jackson  | Caleb McLaughlin      | Tóth Márk       |
| Shante Jackson            | Demi Singleton        | Koller Virág    |
| Bernice James tiszteletes | Aunjanue Ellis-Taylor | Makay Andrea    |
| Cynthia Henry             | Mo’Nique              | Kocsis Mariann  |
| Melvin                    | Omar Epps             | Holl Nándor     |
| Asia                      | Miss Lawrence         | Kisfalusi Lehel |
| Hoffsteder doktor         | Colleen Camp          | Csonka Anikó    |
| Mrs. Tucker               | Juanita Jennings      |                 |
| Mrs. Ross                 | Kimberly Russell      |                 |
| Powell lelkész            | Tasha Smith           |                 |

### Magyar változat
- Magyar szöveg: Szemere Laura
- Hangmérnök és vágó: Zakar Sándor
- Gyártásvezető: Masoll Ildikó
- Szinkronrendező: Kemendi Balázs
- Produkciós vezető: Fekete Márk

A szinkront a Direct Dub Studios készítette el.

## A film készítése
2022 januárjában bejelentették, hogy Lee Daniels rendezi a filmet, és Andra Day, Octavia Spencer, Glenn Close, Rob Morgan, Caleb McLaughlin és Aunjanue Ellis-Taylor lesznek a főszereplők. 2022 áprilisában Mo’Nique, aki legutóbb a 2009-es Precious – A boldogság ára című filmben dolgozott együtt Danielsszel, Octavia Spencert váltotta a szerepben. Ugyanebben a hónapban kapta meg a szerepet Tasha Smith. Omar Epps, Demi Singleton, Miss Lawrence és Anthony B. Jenkins egészítik ki a szereplőgárdát.
A filmet 2022 közepén forgatták Pittsburgh-ben.

## Bemutató
2022 januárjában a Netflix megnyerte a hét stúdió közötti licitháborút, amelyben a Metro-Goldwyn-Mayer és a Miramax is részt vett a film jogaiért, egy „65 millió dollárt meghaladó, a film költségvetését és a felvásárlásokat fedező” megállapodásban; a film nettó költségvetését a bejelentéskor 30 millió dollárra becsülték. A filmet 2024. augusztus 16-án mutatták be a mozikban, augusztus 30-án pedig a Netflixen is megjelent.